# ویشوه‌دوا
ویشوه‌دوا (به سانسکریت: विश्वेदेव)‌ یا «همگی خدایان» خدایان مختلف ودایی است که به عنوان یک کل در کنار هم هستند. دوگانگی بین دوا در این سرودها مشهود نیست و دواها با هم خوانده می‌شوند مانند خدای میترا و خدای وارونا (میترا–وارونا).
اگرچه بسیاری از دواها در ریگ‌ودا نامگذاری شده‌اند، تنها ۳۳ دوا شمارش شده‌است که هر کدام یازده مورد از زمین، فضا و آسمان است.